# Lecithocera

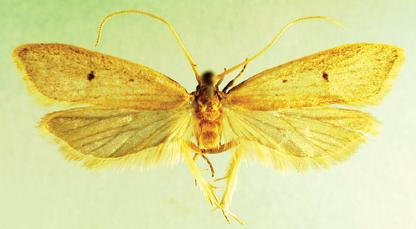
Lecithocera dondavisi

Lecithocera – rodzaj motyli z podrzędu Glossata i rodziny Lecithoceridae.
Rodzaj ten opisany został w 1853 roku przez Gottlieba A. W. Herricha-Schäffera, który jego gatunkiem typowym wyznaczył Carcina luticornella. W 1904 roku Edwar Meyrick opisał rodzaj Sarisophora wyróżniający się brakiem żyłki M2 na tylnych skrzydłach, jednak w 1999 roku Kyu-Tek Park zsynonimizował go na podstawie analizy użyłkowania. W 1978 roku László Anthony Gozmány podzielił na podstawie użyłkowania Lecithocera na dwa podrodzaje: nominatywny i L. (Patouissa), jednak K.-T. Park zsynonimizował je zwracając uwagę na dużą zmienność układu żyłek w obrębie rodzaju
Motyle te mają głaszczki wargowe bardzo długie, spiczasto, rzadziej tępo zakończone i wywinięte ku górze, natomiast szczękowe są krótkie, nitkowate i położone wzdłuż ssawki. Na przednich skrzydłach mają nasadę żyłki M2 położoną bliżej M1 niż M3, a żyłki CuA1 i CuA2 na krótkich szypułkach. Termen przednich skrzydeł nie jest silnie przyciemniony. Tylne skrzydła mają żyłkę M2 wolną od M3. Użyłkowanie w rodzaju jest zmienne i o jego monofiletyzmie świadczy budowa męskich narządów rozrodczych.
Rodzaj kosmopolityczny, najróżnorodniejszy w Azji i krainie australijskiej.
Należy tu ponad 300 opisanych gatunków, w tym:

- Lecithocera absumptella (Walker, 1864)
- Lecithocera acolasta Meyrick, 1919
- Lecithocera acribostola Diakonoff, 1968
- Lecithocera acrosphales Meyrick, 1918
- Lecithocera acuta Wadhawan & Walia, 2007
- Lecithocera adelella (Walker, 1864)
- Lecithocera aenicta Janse, 1954
- Lecithocera affusa Meyrick, 1923
- Lecithocera alampes Turner, 1919
- Lecithocera alcestis Meyrick, 1923
- Lecithocera alpestra Park, 2005
- Lecithocera alternella (Walker, 1866)
- Lecithocera altusana K.T.Park, 1999
- Lecithocera ambona Wu & Liu
- Lecithocera amphigrapta Meyrick, 1926
- Lecithocera amseli Gozmány, 1978
- Lecithocera anatolica Gozmány, 1978
- Lecithocera ancylota (Meyrick, 1894)
- Lecithocera andrianella Viette, 1968
- Lecithocera anglijuxta C. Wu, 1997
- Lecithocera angustiella K.T.Park, 1999
- Lecithocera ankasokella Viette, 1968
- Lecithocera anthologella Wallengren, 1875
- Lecithocera antiphractis Meyrick, 1921
- Lecithocera anympha Meyrick, 1916
- Lecithocera asarota Meyrick, 1925
- Lecithocera aspergata Gozmány, 1973
- Lecithocera atricastana K.T.Park, 1999
- Lecithocera aulias Meyrick, 1910
- Lecithocera autodyas Meyrick, 1925
- Lecithocera autologa Meyrick, 1910
- Lecithocera baeopis Meyrick, 1929
- Lecithocera barbata Meyrick, 1933
- Lecithocera barbifera Meyrick, 1922
- Lecithocera bariella Viette, 1958
- Lecithocera biaroensis Park, 2012
- Lecithocera bimaculata K.T.Park, 1999
- Lecithocera binotata Meyrick, 1918
- Lecithocera bipunctella (Snellen, 1903)
- Lecithocera brachymita (Turner, 1919)
- Lecithocera brachyptila Diakonoff, 1954
- Lecithocera brunneibella Park, 2012
- Lecithocera caecilia Meyrick, 1918
- Lecithocera calochalca Gozmány, 1978
- Lecithocera calomerida Park & Wu, 2010
- Lecithocera cameronella Viette, 1956
- Lecithocera capnaula (Meyrick, 1911)
- Lecithocera carcinopsis Meyrick, 1929
- Lecithocera carpaea (Meyrick, 1906)
- Lecithocera castanoma Wu, 1997
- Lecithocera cataenepha Gozmány, 1973
- Lecithocera caustospila Meyrick, 1918
- Lecithocera caveiformis Meyrick, 1931
- Lecithocera caviella Park, 2005
- Lecithocera ceratoides Park, 2012
- Lecithocera cerussata (Wu, 1994)
- Lecithocera chamela Turner, 1919
- Lecithocera chartaca Wu & Liu, 1993
- Lecithocera chersitis Meyrick, 1918
- Lecithocera chlaenota (Meyrick, 1904)
- Lecithocera chlorogastra Meyrick, 1922
- Lecithocera chloroscia Meyrick, 1938
- Lecithocera choleroleuca Meyrick, 1931
- Lecithocera choritis Meyrick, 1910
- Lecithocera cinnamomea Gozmány, 1978
- Lecithocera coleasta Meyrick, 1918
- Lecithocera combusta Meyrick, 1918
- Lecithocera comparata (Gozmány, 1978)
- Lecithocera compsophila (Meyrick, 1911)
- Lecithocera concinna (Turner, 1919)
- Lecithocera contracta Meyrick, 1918
- Lecithocera cordata (Meyrick, 1911)
- Lecithocera cornutella (Walker, 1864)
- Lecithocera cornutima K.T. Park, 2009
- Lecithocera corythaeola Meyrick, 1931
- Lecithocera cratophanes Meyrick, 1929
- Lecithocera crebrata Meyrick, 1910
- Lecithocera crypsigenes Meyrick, 1929
- Lecithocera cucullata Meyrick, 1914
- Lecithocera cyamitis (Meyrick, 1904)
- Lecithocera cyclonitis (Meyrick, 1904)
- Lecithocera daebuensis K.T. Park, 1999
- Lecithocera decaryella Viette, 1955
- Lecithocera decorosa Diakonoff, 1968
- Lecithocera deleastra (Meyrick, 1911)
- Lecithocera deloma Durrant, 1915
- Lecithocera desolata Meyrick, 1918
- Lecithocera dicentropa Meyrick, 1938
- Lecithocera dierli Gozmány, 1973
- Lecithocera diligens Meyrick, 1922
- Lecithocera diplosticta Meyrick, 1922
- Lecithocera dirupta Meyrick, 1923
- Lecithocera disperma (Diakonoff, 1954)
- Lecithocera dispila (Turner, 1919)
- Lecithocera dissonella (Walker, 1864)
- Lecithocera distigmatella (Zeller, 1877)
- Lecithocera docilis Diakonoff, 1968
- Lecithocera dondavisi Park, 2013
- Lecithocera dracopis (Meyrick, 1921)
- Lecithocera dubitans Meyrick, 1926
- Lecithocera duplicata (Gozmány, 1978)
- Lecithocera echinata Gozmány, 1978
- Lecithocera elephantopa (Meyrick, 1910)
- Lecithocera eligmosa Wu & Liu
- Lecithocera eludens Meyrick, 1918
- Lecithocera epigompha Meyrick, 1910
- Lecithocera epomia (Meyrick, 1905)
- Lecithocera erecta Meyrick, 1935
- Lecithocera eremiodes Park & Wu, 2010
- Lecithocera eretma Wu and Liu, 1993
- Lecithocera eucharis Meyrick, 1933
- Lecithocera eumenopis Meyrick, 1914
- Lecithocera excaecata Meyrick, 1922
- Lecithocera excaecata Meyrick, 1922
- Lecithocera exophthalma (Meyrick, 1911)
- Lecithocera fascicula K.T.Park, 1999
- Lecithocera fascinatrix Meyrick, 1935
- Lecithocera fascitiala K.T. Park, 2012
- Lecithocera fausta Meyrick, 1910
- Lecithocera flavicosta Gozmány, 1973
- Lecithocera flavifusa Meyrick, 1926
- Lecithocera flavipalpis Walsingham, 1891
- Lecithocera fornacalis (Meyrick, 1911)
- Lecithocera fraudatrix (Gozmány, 1978)
- Lecithocera frisilina (Gozmány, 1978)
- Lecithocera frustrata Meyrick, 1918
- Lecithocera fuscedinella (Snellen, 1901)
- Lecithocera fuscosa K.T.Park, 1999
- Lecithocera geraea (Meyrick, 1911)
- Lecithocera gilviana Park & Wu, 2010
- Lecithocera glabrata (C.S.Wu & liu, 1992)
- Lecithocera glaphyritis Meyrick, 1918
- Lecithocera goniometra Meyrick, 1929
- Lecithocera gozmanyi Pathania & Rose, 2004
- Lecithocera grammophanes Meyrick, 1926
- Lecithocera graphata Gozmány, 1978
- Lecithocera gyrosiella Park, 2012
- Lecithocera haemylopis (Meyrick, 1911)
- Lecithocera hemiacma Meyrick, 1910
- Lecithocera hildebrandtella Viette, 1956
- Lecithocera hispidiella Park, 2012
- Lecithocera homocentra Meyrick, 1910
- Lecithocera hypsipola Meyrick, 1926
- Lecithocera ianthodes Meyrick, 1931
- Lecithocera ichorodes Meyrick, 1910
- Lecithocera ideologica Meyrick, 1937
- Lecithocera immobilis Meyrick, 1918
- Lecithocera improvisa Diakonoff, 1968
- Lecithocera imprudens (Meyrick, 1914)
- Lecithocera indigens (Meyrick, 1914)
- Lecithocera iodocarpha Gozmány, 1978
- Lecithocera lamprodesma Meyrick, 1922
- Lecithocera latiola K.T.Park, 1999
- Lecithocera leptoglypta (Meyrick, 1904)
- Lecithocera leucoscia (Turner, 1919)
- Lecithocera levirota Wu & Liu, 1993
- Lecithocera magna Park, 2005
- Lecithocera megalopis Meyrick, 1916
- Lecithocera melliflua Gozmány, 1978
- Lecithocera mepsina K.T. Park, 2006
- Lecithocera mesosura C.S. Wu & K.T. Park, 1999
- Lecithocera metacausta Meyrick, 1910
- Lecithocera metopaena C.S. Wu & K.T. Park, 1999
- Lecithocera montiatilis K.T. Park, 2009
- Lecithocera niptanensis K.T. Park, 2012
- Lecithocera nitikoba Wu and Liu, 1993
- Lecithocera nyctiphylax (Turner, 1919)
- Lecithocera pakiaensis K.T. Park, 2009
- Lecithocera palingensis K.T.Park, 1999
- Lecithocera paralevirota K.T.Park, 1999
- Lecithocera parenthesis Gozmány, 1973
- Lecithocera pelomorpha Meyrick, 1931
- Lecithocera perigypsa Meyrick, 1922
- Lecithocera plicata C.S. Wu & K.T. Park, 1999
- Lecithocera pogonikuma C.S. Wu & K.T. Park, 1999
- Lecithocera praeses Meyrick, 1919
- Lecithocera pseudolunata K.T. Park, 2012
- Lecithocera pulchella K.T.Park, 1999
- Lecithocera pycnospila (Turner, 1919)
- Lecithocera rotundata Gozmány, 1978
- Lecithocera rubigona K.T. Park, 2006
- Lecithocera serena Gozmány, 1978
- Lecithocera shanpinensis K.T.Park, 1999
- Lecithocera similis K.T. Park, 2006
- Lecithocera simulatrix (Gozmány, 1978)
- Lecithocera sublunata Diakonoff, 1954
- Lecithocera tenella (Turner, 1919)
- Lecithocera thaiheisana K.T.Park, 1999
- Lecithocera theconoma Meyrick, 1926
- Lecithocera tienchiensis K.T.Park, 1999
- Lecithocera xanthoantennalis Wadhawan & Walia, 2007
- Lecithocera xanthocostalis Wadhawan & Walia, 2007
- Lecithocera xylogramma Meyrick, 1922
- Lecithocera yoshiyasui K.T. Park, 2006